# Сикар, Евгений Самуилович
Евгений Самуилович Сикар (1912—1941) — советский литературный критик.

## Биография
Родился в 1912 году в бессарабском городке Шабо (сейчас село), затем переехал в Одессу, где работал строителем на заводе. В 19 лет написал производственную брошюру, выпущенную издательством «Украинский робитник». В 1934—1937 гг. работал в Тбилиси корреспондентом «Известий». Потом переехал в Москву, где писал статьи для «Нового мира», «Молодой Гвардии» о грузинской, казахской и киргизской поэзии. Учился на вечернем отделении Литературного института. В 1940 году вступил в ВКП(б). Записался в Народное Ополчение в 1941 году, был политруком писательского подразделения действующей армии («Писательской роты»). Пропал без вести под Вязьмой в ноябре 1941 года.

## Избранные работы
- Сикар Е. С. Шота Руставели и Илья Чавчавадзе — «Новый мир», 1937, № 5.
- Сикар Е. С. Песнь об Арсене, пер. с груз., М., 1938. — «Молодая Гвардия», 1938, № 11.
- Сикар Е. С. Чиковани С. Стихи. М., 1939. — «Молодая Гвардия», 1940, № 12.